# Аполодор от Дамаск
Аполодор(ос) от Дамаск (Apollodor(os), Apollodorus, на гръцки: Ἀπολλόδωρος) е известен архитект на Римската империя.

## Биография
Роден е около 50 година в Дамаск, Сирия. Главен архитект е на император Траян и го придружава в походите му в Дакия. От 102 до 105 г. той строи дългия над един километър Траянов мост над Дунав в Дробета-Турну Северин и пътя в скалите през т.нар. Железни врата, (вижте за надписа Tabula Traiana). Той планира също и триумфалните арки в Анкона и Беневенто. Негова дело е и Форума на Траян в Рим с Траяновата колона в средата на форума.
Вероятно той строи и пристанището на Остия, вилата на Траян, както и окончателната сграда на Пантеона в Рим.
По времето на император Адриан, той критикува направен лично от императора проект за храм на Венера и Рома. Затова е изпратен в изгнание и убит.
В чест на Аполодор е наименуван кратер на Меркурий.

## Галерия
- Траяновата колона с Дунавския мост. Аполодор е зад Траян [2]
- Аполодоровият мост на Дунав, реконструкция